# Le Droit de savoir
Le Droit de savoir est un magazine d'investigation bimensuel diffusé sur la chaîne de télévision française TF1 le mardi en deuxième partie de soirée de 1990 à 2008. Il est présenté par Patrick Poivre d'Arvor de 1990 à 1994, puis par Charles Villeneuve de 1994 à 2008, également producteur avec Gérard Carreyrou.
Ce magazine propose des reportages sur des sujets de société, parfois sensibles (police, fraude, drogues, sexe…),,,,.
Fin mai 2008, d'anciens dirigeants de TF1 ont comparu au tribunal correctionnel d'Alès pour « violation du secret de l'instruction » lors de la diffusion d'un reportage au cours d'une émission en 2004. La procédure a été annulée pour vice de forme.
Charles Villeneuve présente la dernière émission le 10 juin 2008 devant 2,24 millions de téléspectateurs. À partir de septembre 2008, Magali Lunel succède à Charles Villeneuve avec un nouveau magazine, Enquêtes et révélations,.

## Controverses
Le mardi 27 novembre 2007 sur TF1, un reportage du journaliste Mohamed Sifaoui avec pour titre : J'ai infiltré le milieu asiatique, choque de nombreuses associations asiatiques Françaises qui s'indignent que : «L'émission tend à présenter la communauté asiatique comme ne voulant pas s'intégrer et ne respectant ni la loi, ni les règles républicaines françaises». Alexandre Lebrun, principal protagoniste du film est présenté comme un voyou habitué à dégainer facilement une arme, alors que quelques jours plus tard, dans un reportage diffusé sur Phoenix TV, Alexandre Lebrun présente les mêmes armes que celles vues dans le reportage et précise que ce sont des armes factices de cinéma, précisions omises à l'antenne. Charles Villeneuve a apporte son soutien à Sifaoui. TF1 a annoncé la rediffusion du film sur son site web en changeant le titre en « Un an au cœur de la communauté asiatique » mais a diffusé à la place une enquête consacrée au marché du travail. Le Conseil supérieur de l'audiovisuel a rappelé TF1 à sa convention qui stipule de ne pas encourager, notamment, « les comportements discriminatoires et […] à promouvoir les valeurs de l'intégration »,.

## Audiences
Le Droit de savoir enregistre de fortes audiences tout au long de son existence, en franchissant souvent la barre des 40 % de part de marché et descendant très rarement sous la barre de 30 % de part de marché. L'émission atteint un record historique le 9 janvier 2007 avec 5,27 millions de téléspectateurs (soit 40,7 % de parts de marché) avec un numéro consacré aux « Français face à la loi » réalisé par Marina Ladous. Le 14 janvier 2003, la part de marché atteint même 49,7% (4,87 millions de téléspectateurs) avec "Les français au volant : comportements tous risques" de Jean-Baptiste Gallot.